# José Miguel González Martín del Campo
José Miguel González Martín del Campo (nascut el 23 de març de 1963 a Madrid), més conegut com a Míchel és un exfutbolista de la generació anomenada La Quinta del Buitre del Reial Madrid Club de Futbol, que jugava com a migcampista. Va ser internacional amb la selecció espanyola. Actualment fa d'entrenador de futbol.
Es va formar a les categories inferiors del Reial Madrid CF, on va entrar l'1 d'octubre de 1976 com a infantil. Va debutar amb el primer equip l'11 d'abril de 1982, a causa d'una vaga de futbolistes professionals que va obligar els equips filials a jugar la jornada de Primera Divisió. Va aconseguir marcar el gol de la victòria, contra el Club Esportiu Castelló.
No va tornar a jugar amb el primer equip fins al 1984, on va aconseguir establir-se com a titular i va jugar un total de 404 partits de Primera Divisió, marcant 96 gols. El 1996 va marxar a Mèxic per jugar una temporada a l'Atlético Celaya.
A l'Atlético Celaya, va coincidir amb els seus antics companys Emilio Butragueño i Hugo Sánchez. Es va retirar en finalitzar la temporada 1996-97.
Va estar treballant de comentarista de partits de futbol a TVE des del Mundial dels Estats Units el 1994, fins al 2005.
L'estiu del 2005 Míchel va fitxar pel Rayo Vallecano com a entrenador. Amb l'elecció de Ramón Calderón com a president del Reial Madrid, va passar a entrenar el filial de l'equip blanc a Segona Divisió, i exercint el càrrec de Director de les Categories Inferiors.
Amb el descens del Reial Madrid Castella a Segona divisió B, l'estiu del 2007, Míchel es va dedicar exclusivament al càrrec de Director de les Categories Inferiors fins a la seva dimissió el 3 de desembre de 2008.

## Palmarès
| Títol               | Club        | País    | Any  |
| ------------------- | ----------- | ------- | ---- |
| Copa de la Lliga    | Real Madrid | Espanya | 1985 |
| Copa de la UEFA     | Real Madrid | Espanya | 1985 |
| Lliga espanyola     | Real Madrid | Espanya | 1986 |
| Copa de la UEFA     | Real Madrid | Espanya | 1986 |
| Lliga espanyola     | Real Madrid | Espanya | 1987 |
| Lliga espanyola     | Real Madrid | Espanya | 1988 |
| Supercopa d'Espanya | Real Madrid | Espanya | 1988 |
| Lliga espanyola     | Real Madrid | Espanya | 1989 |
| Copa del Rei        | Real Madrid | Espanya | 1989 |
| Supercopa d'Espanya | Real Madrid | Espanya | 1989 |
| Lliga espanyola     | Real Madrid | Espanya | 1990 |
| Supercopa d'Espanya | Real Madrid | Espanya | 1990 |
| Copa del Rei        | Real Madrid | Espanya | 1993 |
| Supercopa d'Espanya | Real Madrid | Espanya | 1993 |
| Copa Iberoamericana | Real Madrid | Espanya | 1994 |
| Lliga espanyola     | Real Madrid | Espanya | 1995 |